# Pseudotriphyllus vicarius
Pseudotriphyllus vicarius es una especie de coleóptero de la familia Mycetophagidae.

## Distribución geográfica
Habita en África.